# Серпрайз (Небраска)
Серпрайз (англ. Surprise) — селище (англ. village) в США, в окрузі Батлер штату Небраска. Населення — 37 осіб (2020).

## Географія
Серпрайз розташований за координатами 41°6′16″ пн. ш. 97°18′32″ зх. д. / 41.10444° пн. ш. 97.30889° зх. д. (41.104433, -97.309012).  За даними Бюро перепису населення США в 2010 році селище мало площу 1,03 км², з яких 1,02 км² — суходіл та 0,02 км² — водойми.

## Демографія
Згідно з переписом 2010 року, у селищі мешкали 43 особи в 17 домогосподарствах у складі 11 родини. Густота населення становила 42 особи/км².  Було 22 помешкання (21/км²).
Расовий склад населення:
| - 100,0 % — білих |

До двох чи більше рас належало 0,0 %. Частка іспаномовних становила 0,0 % від усіх жителів.
За віковим діапазоном населення розподілялося таким чином: 23,3 % — особи молодші 18 років, 41,8 % — особи у віці 18—64 років, 34,9 % — особи у віці 65 років та старші. Медіана віку мешканця становила 44,5 року. На 100 осіб жіночої статі у селищі припадало 104,8 чоловіків;  на 100 жінок у віці від 18 років та старших — 106,2 чоловіків також старших 18 років.
Середній дохід на одне домашнє господарство  становив 46 783 долари США (медіана — 41 250), а середній дохід на одну сім'ю — 47 691 долар (медіана — 43 750). За межею бідності перебувало 4,0 % осіб, у тому числі 0,0 % дітей у віці до 18 років та 0,0 % осіб у віці 65 років та старших.
Цивільне працевлаштоване населення становило 22 особи. Основні галузі зайнятості: освіта, охорона здоров'я та соціальна допомога — 31,8 %, роздрібна торгівля — 18,2 %, мистецтво, розваги та відпочинок — 18,2 %.